# Lassina Traoré
Lassina Chamste Soudine Franck Traoré (nascut el 12 de gener de 2001) és un futbolista professional burkinés que juga de davanter pel Xakhtar Donetsk.